# Lasioglossum kintonense
Lasioglossum kintonense is een vliesvleugelig insect uit de familie Halictidae. De wetenschappelijke naam van de soort is voor het eerst geldig gepubliceerd in 1926 door Blüthgen.